# WWE Roadblock
WWE Roadblock é uma série de eventos de luta livre profissional produzida pela WWE, uma promoção de luta livre profissional situada em Connecticut. O evento foi criado em março de 2016, e o evento inaugural foi simplesmente intitulado Roadblock, sendo transmitido exclusivamente pelo serviço de streaming WWE Network. O segundo evento foi realizado em dezembro de 2016 com o nome Roadblock: End of the Line, e, além de ser transmitido pelo WWE Network, também foi exibido em canais tradicionais de pay-per-view (PPV). Para coincidir com a reintrodução da divisão de marcas em julho de 2016, este segundo evento foi realizado exclusivamente para lutadores da marca Raw. O Roadblock foi descontinuado após esse segundo evento; no entanto, em 2022, a WWE reviveu o evento para sua marca de desenvolvimento, NXT, e desde então tem sido realizado anualmente em março como um episódio especial de televisão do programa NXT.
O título do evento faz referência ao seu agendamento. O primeiro evento foi intitulado em referência à sua posição original em março, no "Road to WrestleMania" (Caminho para a WrestleMania). Com o segundo evento realizado em dezembro, seu título fazia referência ao fato de ser o último evento de PPV e transmissão ao vivo da WWE em 2016. Desde 2022, seu título faz referência à sua posição na "estrada" rumo ao NXT Stand & Deliver, o evento anual da marca durante a semana da WrestleMania.

## História
A promoção de luta livre profissional americana WWE originalmente tinha um show ao vivo agendado para 12 de março de 2016, no Ricoh Coliseum em Toronto, Ontário, Canadá, intitulado "March to WrestleMania: Live from Toronto." Para ajudar a construir a narrativa para a WrestleMania 32 no mês seguinte, a WWE decidiu transmitir o evento ao vivo e exclusivamente em seu serviço de streaming online, o WWE Network. Eles também renomearam o evento para Roadblock, fazendo referência à sua posição na "estrada para a WrestleMania".
Em julho daquele ano, a WWE reintroduziu a divisão de marcas, onde novamente separaram seu plantel entre as marcas Raw e SmackDown, com os lutadores sendo atribuídos exclusivamente para se apresentar em uma dessas marcas. Os pay-per-views (PPVs) exclusivos para cada marca também retornaram. O nome Roadblock foi reutilizado para o PPV de dezembro exclusivo do Raw e evento do WWE Network. O evento foi intitulado Roadblock: End of the Line devido a ser o último PPV do ano. Este também seria o último evento a carregar o nome Roadblock, já que o nome foi discretamente descontinuado, sem evento agendado para 2017.
O nome Roadblock foi revivido para um episódio especial do WWE NXT em 8 de março de 2022, como "NXT Roadblock"; esse evento serviu como preparação para o Stand & Deliver, o show do NXT durante o final de semana da WrestleMania em Dallas. O nome foi revertido para WWE Roadblock em 2025, já que todos os eventos do NXT passaram a usar exclusivamente o logotipo da promoção, após o NXT se mudar para o The CW.

## Eventos
|  | Evento da marca Raw |  | Evento da marca NXT |

| 1                                                   | Roadblock (2016)           | 12 de março de 2016    | Toronto, Ontário, Canadá | Ricoh Coliseum                       | Triple H (c) vs. Dean Ambrose luta individual pelo Campeonato Mundial dos Pesos-Pesados da WWE                                                                                      | [ 1 ]  |
| 2                                                   | Roadblock: End of the Line | 18 de dezembro de 2016 | Pittsburgh, Pensilvânia  | PPG Paints Arena                     | Kevin Owens (c) vs. Roman Reigns pelo Campeonato Universal da WWE | [ 3 ]  |
| 3                                                   | NXT Roadblock (2022)       | 8 de março de 2022     | Orlando, Flórida         | WWE Performance Center               | Bron Breakker (c) vs. Tommaso Ciampa vs. Dolph Ziggler em uma luta Triple Threat pelo Campeonato do NXT                                                                             | [ 7 ]  |
| 4                                                   | NXT Roadblock (2023)       | 7 de março de 2023     | Orlando, Flórida         | WWE Performance Center               | Roxanne Perez (c) vs. Meiko Satomura pelo Campeonato Feminino do NXT | [ 8 ]  |
| 5                                                   | NXT Roadblock (2024)       | 5 de março de 2024     | Orlando, Flórida         | WWE Performance Center               | Tony D'Angelo vs. Carmelo Hayes por uma luta pelo Campeonato do NXT no NXT Stand & Deliver                                                                                          | [ 9 ]  |
| 6                                                   | Roadblock (2025)           | 11 de março de 2025    | Nova Iorque, Nova Iorque | The Theater at Madison Square Garden | Giulia (campeã do NXT) vs. Stephanie Vaquer (campeã norte-americana) em uma luta Winner Takes All pelo Campeonato Feminino do NXT e pelo Campeonato Norte-Americano Feminino do NXT | [ 10 ] |
| (c) – refere-se ao(s) campeão(es) indo para a luta. |                            |                        |                          |                                      | |        |